# 얀 베르너 뮐러
얀-베르너 뮐러는, 미국의 프린스턴 대학교에 재임하고 있는 독일의 정치 철학자이자 정치사상사학자이다.

## 생애
얀-베르너 뮐러는 1970년 독일(당시 서독) 노르트라인베스트팔렌주의 바트호네프에서 태어났으며, 베를린 자유 대학교, 영국 유니버시티 칼리지 런던, 옥스퍼드 대학교 세인트 앤서니 칼리지, 미국 프린스턴 대학교에서 공부했다. 그는 1996년부터 2003년까지 옥스퍼드 대학교 올 소울스 칼리지의 펠로우(Fellow)였고, 2003년부터 2005년까지 세인트 앤서니 칼리지 유럽 연구센터의 펠로우였다. 그는 2005년부터 프린스턴에서 정치철학과 정치사상사를 가르쳤다.
뮐러는 Collegium Budapest – Institute of Advanced Study 의 초대 학자로 선정되었고, 뉴욕 대학의 레마르크 연구소, 하버드 대학의 유럽 연구센터, 이탈리아 피렌체의 유럽 대학 연구소의 로버트 슈만 고등 연구센터에서 있었다. 그는 또한 사회과학고등연구원, 파리 정치 대학 및 뮌헨 대학교 교수로 초빙되었다. 그는 베를린에 있는 유럽 인문학 대학의 공동 창립자이기도 하다.
뮐러는 더 가디언, 노이에 취르허 차이퉁, 뉴욕 타임스, 쥐트도이체 차이퉁, 르 몽드, 프로젝트 신디케이트, 뉴욕 리뷰 오브 북스, 런던 리뷰 오브 북스, 및 포린 어페어스, 소셜 유럽, 및 베르파송스 블로그 같은 전문적인 출판물에 정기적으로 논설을 기고하고 있다.

## 한국에서의 강연과 인터뷰
2022년 한국의 방송사 SBS에서 주관, '다시 쓰는 민주주의'라는 주제로 열렸던 2022 SBS D포럼(SBS D FORUM, 약칭 SDF)에서 '민주주의 위기 극복을 위한 필수 요소'라는 주제로 강연을 하였다. 같은 날 뮐러와 함께 한국의 소설가 김금희와 미국 하버드대 니먼 언론재단 큐레이터 앤 머리 리핀스키, 유호현 옥소폴리틱스 대표가 각자 주제를 맡아 연사로 참여하였다.
2024년 12월 20일자 한국의 SDF다이어리 인터뷰 EP.226에서는 당시 한국에서 벌어지고 있던 윤석열 대통령 탄핵 촉구 집회에서 나타난 한국의 시위 문화에 대한 질문에 "제가 받은 인상은 사람들이 자기가 할 수 있는 일이나 연상할 수 있는 상징에 대한 일종의 레퍼토리가 있다는 인상을 받았습니다."라고 하였다. 뮐러는 탄핵 촉구 집회에서 젊은층을 중심으로 촛불과 함께 K팝 팬덤에서 주로 사용하던 형광응원봉이 사용된 것에 대해 "이러한 시위문화는 다른 한편으로는 사람들이 반대를 기꺼이 받아들이는 정치 문화의 힘을 보여준다고 생각합니다. 이견이라는 것이 항상 즐겁거나 쉽게 받아들여지는 것은 아니니까요. 하지만 사람들이 이러한 시위를 통해 ‘활기찬 민주주의 문화를 가진다는 것은 이런 것이야’를 받아들이고 어떻게 모여 행동해야 하는지를 알고 있다면 저는 그것이야말로 민주주의의 독특한 강점이 될 수 있다고 생각합니다."라고 평하였으며, 아울러 전세계 많은 사람들이 한국에서 벌어지고 있는 특히 거리로 나서는 시민들의 의지에 감탄하고 있으며, 미국에서는 한국의 시위 문화가 '권위주의에 저항하는 방식의 한 표본'이 될 수 있지 않을까에 대한 많은 논의까지 이뤄지고 있다고 전하였다.
윤석열 대통령 탄핵 소추안 국회 가결에 대해서는 "어떤 민주주의도 악의적인 행위자로부터 안전하지 않습니다. 진짜 문제는 제도가 제대로 작동할 것이냐에 있을 텐데요. 오히려 한국의 정치 엘리트들, 여당 의원조차 탄핵안에 찬성표를 던졌다는 것은 민주주의를 당파적 이익보다 우선시하는 태도로 제도가 상당히 잘 작동하고 있는 것을 분명하게 보여주는 것입니다."라고 평하였다. 당시 한국이나 미국의 여야에서 이루어지고 있던 대통령 중심제의 취약점에 대한 지적이나 그와 관련한 개헌 논의에 대해서는 특정 개혁을 하면 모든 것이 잘될 것이라고 생각하면 안 되고 헌법은 종이 위에서는 아주 좋아 보이지만 정당 시스템에서는 잘 작동하지 않는 경우도 있으니 전체를 보는 것이 필요하다는 것, 개헌에 대한 논의는 그 자체로는 분명 생각해 볼 가치가 있는 것이고 개혁에 대한 사회적 요구가 있다면 물론 좋은 일이지만 동시에 결국 제도 자체의 결함이 아닌 문제에 대해 기술적인 해결책이 있을 수는 없다는 것을 깨닫게 되기도 한다고 지적하였다.
아울러 민주주의와 관련한 언론의 역할에 대하여 "자유롭고 전문적인 뉴스조직이 민주주의 기능에 절대적으로 중요하다는 점에 동의"한다면서도 미디어 생태계와 관련해 갈수록 더 많은 국가에서 폐쇄적인 우익 미디어 생태계가 나타나고, 권위주의적인 지도자들도 미디어의 중요성을 잘 이해하고 있다는, 두 가지 '안 좋은 소식'을 전하며 이것이 음모론을 퍼뜨리는 것뿐 아니라 정치적 적대자를 악마화하고 국민의 적이나 배신자로 설정하기가 훨씬 쉬워질 것이며, 더 교묘하게 직접적인 억압이나 검열처럼 보이지 않으면서 본질적인 제도들이 사실상 게임에서 제외되는 상황을 만들어갈 것이라고 지적하였다.
MZ세대들이 더 정치에 참여하게 하려면 어떻게 하는 게 좋겠는가라는 질문에는 젊은 세대에게 정치 참여가 얼마나 중요한가를 이해시켜야 한다고 하였다. 그는 젠더 문제에 있어 미국도 (정치권 안에) 매우 남성중심적인 폐쇄적 우파가 우세해지고 있으며 이는 우려스러운 일이고 저항할 수 있는 전략을 생각해야 한다고 하였으며, "민주주의 안에서 갈등과 분열이 있는 것도 나쁜 것은 아닙니다. 싸우는 것도 나쁘지 않습니다. 민주주의는 우리가 갈등을 처리할 수 있도록 존재하는 것입니다. 강하게 대립하는 이해관계, 심지어 정체성이나 이념을 가질 수 있다는 사실 자체가 위험한 징후는 아닙니다. 오히려 어떻게 표현하느냐가 문제입니다. 그리고 그들이 지는 것을 받아들일 수 있는지, 정치적 상대를 '국민의 적'이나 '배신자'가 아닌 정당한 상대로 대할 수 있는지가 중요한 문제입니다."라고 견해를 밝혔다.

## 저서
◆표시는 한국어 번역이 존재하는 서적입니다.
- Another Country. German Intellectuals, Unification and National Identity. 예일대학교 출판부, 코네티컷 주 뉴헤이븐, 2000,ISBN 978-0-300-08388-0 .
- A Dangerous Mind. Carl Schmitt in Post War European Thought. 예일대학교 출판부, 코네티컷 주 뉴헤이븐, 2003,ISBN 978-0-300-09932-4 .
- 편집자로써: Memory and Power in Post War Europe. Studies in the Presence of the Past. 케임브리지 대학교 출판부, 케임브리지, 2002,ISBN 978-0-521-80610-7 .
- 편집자로써: German Ideologies since 1945. Studies in the Political Thought and Culture of the Bonn Republic. Palgrave Macmillan, 뉴욕시, 뉴욕, 2003,ISBN 978-0-312-29579-0 .
- Constitutional Patriotism. 프린스턴 대학교 출판부, 프린스턴, 뉴저지, 2007,ISBN 978-0-691-11859-8
- Contesting Democracy. Political Ideas in Twentieth Century Europe. 예일대학교 출판부, 코네티컷 주 뉴헤이븐, 2011,ISBN 978-0-300-19412-8
- Wo Europa endet. Ungarn, Brussel 및 das Schicksal der Liberalen Demokratie. 슈르캄프, 베를린, 2013,ISBN 978-3-518-06197-8
- What is populism? 펜실베이니아 대학교 출판부, 필라델피아, 펜실베이니아, 2016,ISBN 978-0-8122-4898-2◆
  - (요약) : 포퓰리즘의 부상과 성장 ? , The Age of Perplexity의 한 장, Penguin Random House Grupo Editorial, ISBN 978-84-306-1953-5
  - ◆ 노시내 옮김 《누가 포퓰리스트인가: 그가 말하는 ‘국민’ 안에 내가 들어갈까》도서출판 마티, 2017년, ISBN 979-11-86000-43-4
- Democracy Rules. Farrar, Straus and Giroux, 뉴욕시, 뉴욕, 2021, ISBN 9780374136475◆
  - ◆ 권채령 옮김 《민주주의 공부》도서출판 윌북, 2022년, ISBN 9791155814567

## 참고 문헌
1. ↑  “Jan-Werner Mueller | Princeton Politics”. 《politics.princeton.edu》. 2019년 9월 20일에 확인함.
2. ↑  “Jan-Werner Mueller | Princeton Politics”. 《politics.princeton.edu》. 2019년 9월 20일에 확인함.
3. ↑  “Jan-Werner Müller | The Guardian”. 《the Guardian》 (영어). 2020년 1월 9일에 확인함.
4. ↑  Müller, Jan-Werner (2008년 2월 28일). “Konservativer Grandseigneur | NZZ”. 《Neue Zürcher Zeitung》 (스위스 독일어). ISSN 0376-6829. 2019년 9월 20일에 확인함.
5. ↑  Müller, Jan-Werner (2019년 6월 13일). “Gefährlich am Populismus sind seine Steigbügelhalter in der Mitte”. 《Neue Zürcher Zeitung》 (스위스 독일어). ISSN 0376-6829. 2019년 9월 20일에 확인함.
6. ↑  Müller, Jan-Werner (2012년 3월 16일). “Liberaler Populismus? | NZZ”. 《Neue Zürcher Zeitung》 (스위스 독일어). ISSN 0376-6829. 2019년 9월 20일에 확인함.
7. ↑  Müller, Jan-Werner (2017년 6월 28일). “Wie Populisten gewinnen, wenn sie verlieren | NZZ”. 《Neue Zürcher Zeitung》 (스위스 독일어). ISSN 0376-6829. 2019년 9월 20일에 확인함.
8. ↑  Müller, Jan-Werner (2017년 8월 26일). “Was hält Demokratien zusammen? | NZZ”. 《Neue Zürcher Zeitung》 (스위스 독일어). ISSN 0376-6829. 2019년 9월 20일에 확인함.
9. ↑  Müller, Jan-Werner (2018년 4월 5일). “Opinion | 'Democracy' Still Matters”. 《The New York Times》 (미국 영어). ISSN 0362-4331. 2019년 9월 20일에 확인함.
10. ↑  Müller, Jan-Werner (2019년 5월 8일). “Opinion | Populists Don't Lose Elections”. 《The New York Times》 (미국 영어). ISSN 0362-4331. 2019년 9월 20일에 확인함.
11. ↑  Müller, Jan-Werner (2020년 1월 23일). “Opinion | Please Stop Calling Bernie Sanders a Populist”. 《The New York Times》. ISSN 0362-4331. 2023년 9월 4일에 원본 문서에서 보존된 문서. 2024년 7월 25일에 확인함.
12. ↑  Zeitung, Süddeutsche (2019년 7월 28일). “Falsche Rücksicht”. 《Süddeutsche.de》 (독일어). 2019년 9월 20일에 확인함.
13. ↑  Zeitung, Süddeutsche (2019년 8월 26일). “Von der Furcht zum Kampfgeist”. 《Süddeutsche.de》 (독일어). 2019년 9월 20일에 확인함.
14. ↑  “Défendons le pluralisme !” (프랑스어). 2012년 2월 9일. 2019년 9월 20일에 확인함.
15. ↑  “Trump est le seul candidat qui menace la démocratie” (프랑스어). 2016년 2월 29일. 2019년 9월 20일에 확인함.
16. ↑  “Autriche : " Face au populisme, il faut maintenir un cordon sanitaire "” (프랑스어). 2016년 5월 23일. 2019년 9월 20일에 확인함.
17. ↑  “Jan-Werner Mueller”. 《Project Syndicate》 (영어). 2020년 1월 9일에 확인함.
18. ↑  “Jan-Werner Müller”. 《The New York Review of Books》 (미국 영어). 2020년 1월 9일에 확인함.
19. ↑  “Jan-Werner Müller - LRB”. 《London Review of Books》. 2020년 1월 9일에 확인함.
20. ↑  “Jan-Werner Müller”. 《Foreign Affairs》 (미국 영어). 2019년 2월 5일. 2020년 1월 9일에 확인함.
21. ↑  “Jan-Werner Müller, author at Social Europe”. 《Social Europe》 (영국 영어). 2020년 1월 9일에 확인함.
22. ↑  “Jan-Werner Müller | Verfassungsblog” (독일어). 2020년 1월 9일에 확인함.
23. ↑  PART 02. 민주주의 위기 극복을 위한 필수 요소 - SBS D포럼 2022.11.3
24. 1 2 3 4 5 6 7 8 9  "한국의 시위문화 ‘권위주의 저항 방식의 표본’" - SDF다이어리 Ep.226-